# Антигрецькі заворушення в Торонто 1918 року
Антигрецькі заворушення в Торонто 1918 року — триденні заворушення, спрямовані проти грецьких іммігрантів, що відбулися в Торонто, Онтаріо, Канада, на початку серпня 1918 року (1 серпня — подія, що спричинила заворушення, 2-4 — заворушення, 5 — встановлення порядку). Це були найбільші заворушення в історії міста та одні з найбільших антигрецьких заворушень у світі. У газетах того часу ці події називалися «Торонтськими смутками» (Toronto troubles).
Заворушення були результатом упередженого ставлення до нових іммігрантів, а також хибного переконання, що греки не воювали у Першій світовій війні та нібито дотримувалися пронімецьких поглядів.

## Перебіг подій
Приводом для заворушень стала новина про вигнання ветерана військової служби, ветерана-інваліда рядового Клода Клудернея, з грецького кафе «White City Café» ввечері 1 серпня. Клудерней був п'яний і напав на офіціанта, який вигнав його та викликав поліцію. Хоча подія була незначною, вона викликала обурення, бо збіглася з широко розповсюдженими упередженнями проти греків.
Насильство спалахнуло 2 серпня, коли натовп, що складався з приблизно 5000–20 000 осіб, на чолі з місцевими військовими ветеранами, почав систематично грабувати і нищити кожен помітно грецький бізнес у центрі міста. Повідомляється, що поліцейські сили в цьому районі були перевантажені та не змогли зупинити заворушень, натомість стояли осторонь. Через масштаби насильства меру довелося застосувати Закон про масові заворушення, щоб викликати ополчення та військову поліцію. До вечора суботи (3 серпня) поліція та ополчення вступили в запеклі бої з заворушенцями в центрі Торонто, намагаючись приборкати подальше насильство. Загалом у заворушеннях взяли участь приблизно 50 000 осіб з обох сторін. Понад 20 ресторанів зазнали напади, а збитки оцінюються в понад 1 000 000 канадських доларів у цінах станом на  2010 рік.
Після цих подій лідери грецької громади опублікували офіційну заяву, в якій заявили, що підтримують антинімецький союз. Вони заявили, що іммігранти, які пройшли натуралізацію, вступають до лав Канадських збройних сил, і що в Канадських експедиційних силах (CEF) перебуває понад 2000 етнічних греків, багато з яких з Торонто. Щонайменше п'ять греків Торонто загинули, а ще десять отримали недієздатність під час служби в CEF. Крім того, щонайменше 135 греків Торонто повернулися додому, щоб приєднатися до грецької армії проти Центральних держав.
Багато грецьких сімей покинули район вулиці Янг після заворушень, зрештою утворивши новий грецький район (нині відомий як Гріктаун) далі на схід, вздовж авеню Данфорт. Авеню Янг у самому центрі міста була дуже привабливою територією з точки зору комерції, і можливо, саме витіснення греків-конкурентів було справжньою причиною організації заворушень. Про це свідчить, зокрема, відсутність жертв та відвертих пограбувань — учасники погромів головним чином зосередилися на пошкодженні грецьких бізнесів та майна, що знаходилося там, щоб налякати власників.
Заворушення в Торонто нагадували заворушення в Омасі 1909 року в Сполучених Штатах, де грецькі іммігранти зазнали нападів та були вимушені до вигнання з дому жорстокими натовпами. Грецька діаспора відповіла відвертими демонстраціями західного патріотизму, купуючи велику кількість військових облігацій під час Другої світової війни, а також змінюючи свої назви, щоб зробити їх більш зрозумілими для північноамериканського вуха.